# Ambrosio Flores
Ambrosio Flores (Manilla, 20 maart 1843 - Pasig, 24 januari 1912) was een Filipijns generaal in de Filipijnse Revolutie en politicus.

## Biografie
Ambrosio Flores werd geboren op 20 maart 1843 in de Filipijnse hoofdstad Manilla. Zijn ouders waren Ignacio Flores, een korporaal in het Spaanse leger en Josefa Flores. Hij studeerde Latijn bij een privéleraar. Later studeerde hij filosofie aan de University of Santo Tomas. Na enige tijd veranderde hij van studie en ging medicijnen studeren.
In 1860 nam hij in navolging van zijn vader dienst in het Spaanse leger. Hij diende in Mindanao waar gevochten werd tegen de opstandige moslims in de regio. In zijn militaire loopbaan gedurende meer dan drie decennia was hij onder meer vlaggendrager van Jolo Regiment No. 6. Ook was hij defensor de oficio (advocaat voor de verdediging) in militaire rechtbanken. In 1894 nam hij ontslag. Hij had toen de rang van eerste luitenant. Kort daarop openende hij een lagere school in het district Quiapo in Manilla.
Flores was actief voor de Progaganda Movement en trok in 1894 samen met Faustina Villareal door het land om het werk en gedachtegoed van José Rizal te verspreiden. Twee jaar daarvoor was hij al vrijmetselaar geworden vanwege zijn haat tegen de Spaanse priesters, veelvuldig misbruik maakten van hun macht in de Filipijnse kolonie. Toen de Filipijnse Revolutie uitbrak werd Flores gearresteerd en 17 maanden gevangen gehouden. Na zijn vrijlating sloot hij zich aan bij de revolutionaire troepen en werd benoemd tot generaal een was een van de vertrouwelingen van Emilio Aguinaldo. Later nam hij vanwege de vele onderlinge intriges ontslag uit het revolutionaire leger. Op 10 augustus 1898 werd hij benoemd tot gouverneur van de provincie Manilla, een positie die hij vervulde tot de uitbraak van de Filipijns-Amerikaanse Oorlog in februari 1899.
Kort daarop werd hij opnieuw opgeroepen voor het revolutionaire leger en benoemd tot brigadegeneraal. Na de dood van generaal Antonio Luna werd Flores opperbevelhebber van het Filipijnse leger en minister van defensie in de Filipijnse regering van Aguinaldo. Het Amerikaanse leger bleek te sterk voor de Filipijnse troepen. Nadat Flores met het restant van het revolutionaire leger en zijn familie naar Tarlac was gevlucht, zag hij in dat verder verzet weinig zin had en gaf hij zich in 1900 samen met enkele andere generaals en leiders, waaronder Francisco Makabulos en Pantaleon Garcia, over aan de Amerikaanse generaal Arthur MacArthur.
Na zijn overgave werkte hij eerste instantie actief in de krantenwereld. Hij sloot zich aan bij de Federalista Party en werd in 1902 door de Amerikanen benoemd tot gouverneur van de provincie Rizal. In zijn termijn als gouverneur, die duurde tot 1904, was net als andere gouverneurs actief in de "pacificatie" van de Filipijnen. Zogenoemde "Ladrones" (revolutionairen die weigerden zich over te geven) werd gevangengenomen. Hierdoor maakte Flores zich als gouverneur niet populair bij de bevolking. Na zijn gouverneurschap voltooide hij een studie rechten en slaagde hij op 62-jarige leeftijd voor zijn toelatingsexamen voor de Filipijnse balie (bar exam). In 1 juli 1911 werd hij benoemd tot vrederechter in Pasig. 
Flores overleed het jaar daarop op 68-jarige leeftijd aan een hartkwaal. Hij was getrouwd met zijn nicht Modesta Flores.